# Vladimir Ziva
Vladimir Ziva (Rússia, 1957) é um maestro russo.
Estudou nos conservatórios de Leningrado e Moscou. De 1980 a 1982, foi escalado para a posição de maestro titular da Ópera de São Petesburgo e do Ballet do Teatro M. P. Musorgsky.
Em 2000, Ziva ocupou o cargo de maestro titular da Orquestra Sinfônica de Moscou.